# Врабчови чревца
Врабчови чревца или Средна звездица (Stellaria media) е вид едногодишно до двугодишно покритосеменно растение от семейство Карамфилови (Caryophyllaceae). В района на Ново село, Видинско се нарича мишокиня и пилешка трева. Произхожда от Европа и Азия, но е интродуцирано из целия свят. В България се среща навсякъде от 0 – 1500 m надморска височина.

## Външен вид
Растение с тънко пълзящо и разклонено стъбло с дължина 10 – 40 mm. Стъблото с надлъжна линия (рядко две) от власинки, които стават срещуположни след всеки възел. Листата са зелени, яйцевидни със заострен връх и срещуположни. Приосновните листа имат дръжки, а по-горните нямат.
Цветовете са малки, с диаметър 0,6 – 1 mm, оформящи сравнително малки съцветия. Имат пет двуделни (почти разделени), овални венчелистчета и пет по-едри чашелистчета. Тичинките са 3 – 5 с червеновиолетови прашници, стълбчетата са 3.
Плодът е удължена яйцевидна кутийка разтваряща се до средата на 6 дяла.
- Линия от власинки по стъблото
- Семена и разтворени плодни кутийки
- Семена

## Развитие
Растението е едногодишно, но може да оцелее през зимата като двугодишно. Цъфти през цялата година, но най-интензивно през юни – септември.

## Местообитание
Средната звездица е често срещана в равнините и предпланините, по-рядко в планините до 1500 m. Сред обработваеми площи, ливади, поляни, буренливи места, край пътища.

## Употреба
Консумира се от хората като салата или варено.
Използва се за храна на домашни животни, особено свине и гъски.
Мазило или компрес от растението се използва в народната медицина като лек при различни кожни заболявания като възпаление, язва, измръзване и др.